# Bataille de Lampedusa
Seconde Guerre mondiale,
Campagne d'Italie
Batailles
Invasion de la Sicile
- Lampedusa
- Corkscrew
- Mincemeat
- Barclay
- Animals
- Chestnut
- Narcissus
- Fustian
- Ladbroke
- Gela
- Troina
- Centuripe

Invasion de l'Italie
- Baytown
- Avalanche
- Rome
- Slapstick
- Armistice de Cassibile
- Achse
- Naples
- Bombardement du Vatican
- Ligne Volturno
- Libération de la Corse
- Ligne Barbara
- Bombardement de Bari

Ligne Gustave
- Ligne Bernhardt
- Raincoat
- San Pietro Infine
- Rivière Moro
- Ortona
- Rivière Rapido
- Monte Cassino
- Shingle
- Cisterna
- Diadem
- Strangle
- Ligne Trasimene
- Libération de Rome
- Ancône
- Brassard

Ligne gothique
- Rimini
- Saint-Marin
- Gemmano
- Montecieco
- Monte Castello
- Garfagnana

Offensive du printemps 1945
- Tombola
- Bowler
- Roast
- Bologne
- Argenta Gap
- Herring
- Collecchio

Guerre civile italienne
La bataille de Lampedusa désigne l'invasion alliée de l'île de Lampedusa dans le canal de Sicile, ayant eu lieu du 5 juin 1943 au 13 juin 1943. Elle avait pour but de garantir aux Alliés une position avancée en Méditerranée afin de faciliter l'opération Husky (débarquement en Sicile) un mois plus tard. Cette invasion eut lieu dans le cadre de l'opération Corkscrew.
Après huit jours de bombardements intenses, la garnison italienne présente sur l'île se rendit aux forces alliées.

## Contexte de la bataille
Après la capitulation des forces de l'Axe en Afrique du Nord le 11 et 12 mai 1943, les Alliés commencèrent les préparatifs de l'invasion de l'Italie au cours de la conférence de Casablanca, qui s'était tenue début 1943 : il s'agissait d'ouvrir un nouveau front en envahissant la Sicile puis l'Italie continentale : l'opération Husky était alors prévue.
En vue de ce débarquement imminent sur la péninsule, les Italiens avaient entamé la construction d'installations militaires et de radars sur l'île ainsi qu'à Pantelleria. Ces installations étaient alors perçues par les Alliés comme une menace réelle sur le débarquement en Sicile. Il s'agissait également d'une occasion de tester les bombardements préparatoires au débarquement sur de fortes défenses. Après des bombardements massifs sur Pantelleria, les Britanniques s'intéressèrent à Lampedusa, constituant la seconde île la plus importante de l'archipel des Pélages dans le canal de Sicile.

## Les bombardements sur l'île
La bataille débuta le 5 juin, lorsque Lampedusa subit d'intenses bombardements aériens : une centaine de bombes furent larguées sur l'île. Le 6 et 7 juin, la Royal Navy vient s'attaquer aux défenses italiennes, ces dernières ripostent immédiatement et parviennent à toucher un torpilleur britannique. Elles seront détruites le 11 juin durant un raid aérien. Un groupe de commandos du Special Air Service est également envoyé sur l'île dans le but de saboter les batteries d'artillerie mais seront arrêtés par les troupes italiennes : 2 Britanniques seront tués et les autres saboteurs seront contraints à rembarquer.
Le 12 juin, les Français et les Britanniques larguent des tracts sur l'île, mais ces derniers resteront ignorés par les Italiens locaux. Alors que les bombardements s'intensifient et que les batteries côtières se désagrègent au fur et à mesure, le commandant de la garnison de Lampedusa, Orazio Bernardini, envoie 2 radiogrammes à Rome à 11 heures pour faire le rapport de l'attaque britannique. À 13h25, les batteries côtières de l'île sont alors entièrement détruites à la suite des bombardements.
Dans l'après-midi, l'état-major de la garnison se réunit et décide d'une reddition, constatant le manque de moyens appropriés pour contrer les bombardements britanniques et leur supériorité aérienne écrasante. À 18 h 35, les bombardements sur l'île cessent et les Britanniques débarquent à Lampedusa après la reddition de la garnison. À 20h30, des avions allemands de la Luftwaffe et italiens de la Regia Aeronautica viennent bombarder les navires britanniques dans le port mais battent en retraite par la suite. Le 13 juin à 9 h 0, les honneurs militaires sont accordés à la garnison italienne, alors que les soldats français s'emparent de Lampione, une île adjacente à Lampedusa, sans résistance de la part des 170 soldats italiens présents sur l'île.

## L'île depuis la guerre
Avec le traité de Paris signé en 1947, l'Italie dut procéder à une démilitarisation complète de certaines parties de la côte à 15 km près de la frontière avec l'Afrique française du Nord, tout en étant interdite de construire de nouvelles fortifications en Sicile. Lampedusa (ainsi que Pantelleria, Linosa et Lampione) furent alors totalement démilitarisées et leurs batteries furent démantelées.